# بکه (رومانی)
شهر بکه (به رومانیایی: Bechet) در شهرستان دول در کشور رومانی واقع شده‌است. جمعیت این شهر ۳٬۸۶۴ نفر  است.

## نگارخانه

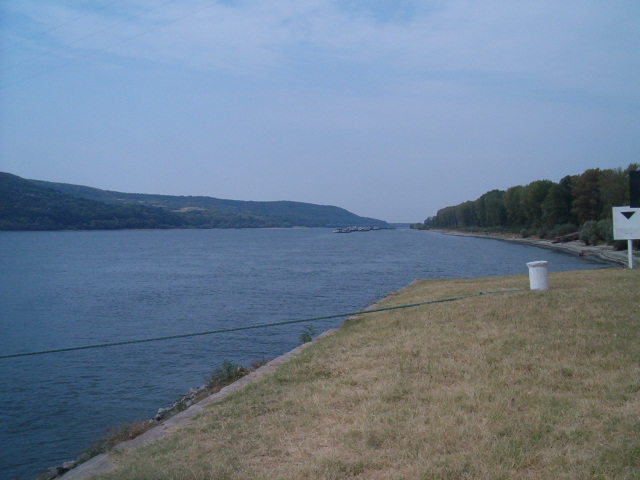
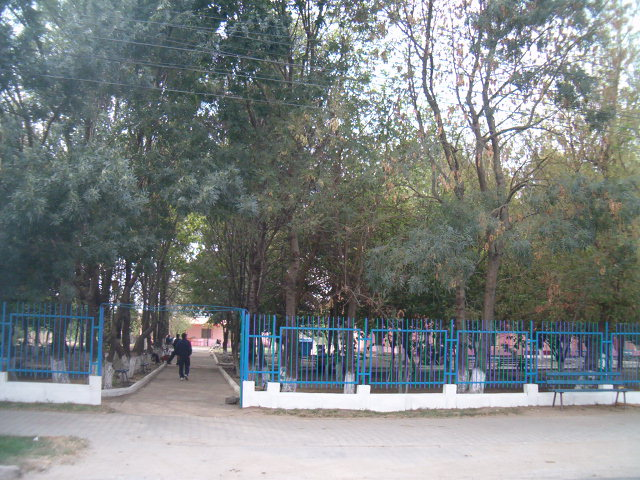
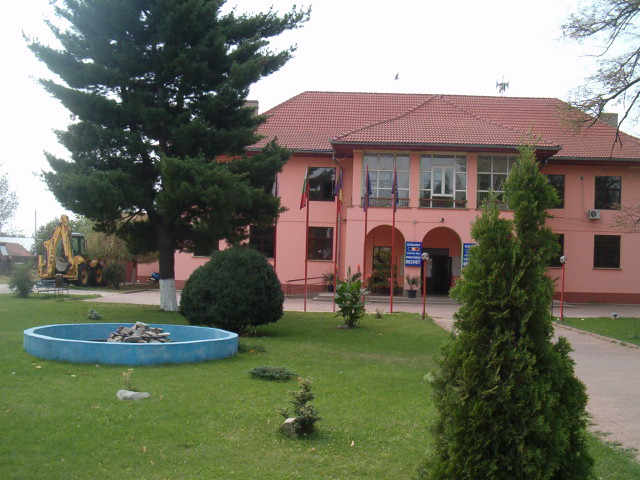
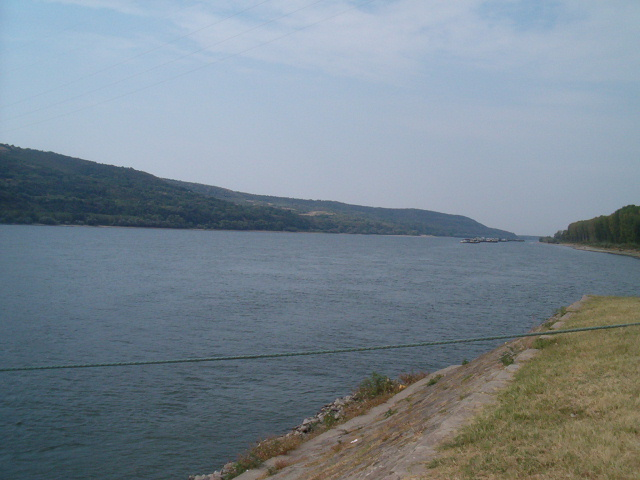